# Highway 61 Revisited
Highway 61 Revisited är ett musikalbum av Bob Dylan utgivet 30 augusti 1965. Albumet blev en kommersiell framgång med Topp tio-placering både på amerikanska Billboardlistan och på UK Albums Chart i Storbritannien. Det innehåller en av Dylans mest kända sånger, "Like a Rolling Stone", vilken som singel nådde andraplatsen på Billboards singellista. 
Albumet är Dylans första som är helt igenom inspelat med ett fullt rockband, efter att han testat konceptet på ena halvan av det föregående albumet Bringing It All Back Home. Bland detta albums mest tongivande musiker utöver Dylan märks Mike Bloomfield på elgitarr och Al Kooper på elorgel. Skivan valdes till den fjärde bästa någonsin då musiktidningen Rolling Stone listade The 500 Greatest Albums of All Time i november 2004. Tre av albumets låtar; titelspåret, "Like a Rolling Stone", och "Desolation Row" finns dessutom med i samma magasins lista The 500 Greatest Songs of All Time, där  "Like a Rolling Stone" dessutom ligger på första plats på hela listan. Låtarna "Positively 4th Street" och "Can You Please Crawl Out Your Window?" skrevs till detta album men kom bara ut på singel innan de senare utgavs på samlingsalbum.
Highway 61, ibland kallad "the Blues Highway", är en landsväg som går från New Orleans genom USA och upp till den kanadensiska gränsen. Före 1991 passerade den Dylans födelsestad Duluth, Minnesota. Vägen förekommer i ett flertal bluessånger.

## Låtlista
Låtarna skrivna av Bob Dylan.

### Sida 1
1. "Like a Rolling Stone" - 6:13
2. "Tombstone Blues" - 6:00
3. "It Takes a Lot to Laugh, It Takes a Train to Cry" - 4:09
4. "From a Buick 6" - 3:19
5. "Ballad of a Thin Man" - 5:58

### Sida 2
1. "Queen Jane Approximately" - 5:31
2. "Highway 61 Revisited" - 3:30
3. "Just Like Tom Thumb's Blues" - 5:32
4. "Desolation Row" - 11:22

## Listplaceringar
- Billboard 200, USA: #3[1]
- UK Albums Chart, Storbritannien: #4[2]
- Tyskland: #28[3]